# Hîlciîci, Seredîna-Buda
Hîlciîci (în ucraineană Хильчичі) este un sat în comuna Krîvonosivka din raionul Seredîna-Buda, regiunea Sumî, Ucraina.

## Demografie
Componența lingvistică a localității Hîlciîci
     Ucraineană (71,21%)
     Rusă (28,79%)
Conform recensământului din 2001, majoritatea populației localității Hîlciîci era vorbitoare de ucraineană (71,21%), existând în minoritate și vorbitori de rusă (28,79%).